# Nikolas Vogel
Nikolas Vogel, avstrijski snemalec, igralec in vojni dopisnik, * 9. marec 1967, Dunaj, † 28. junij 1991, Letališče Brnik.
Vogel, sin igralcev Getraude Jesserer in Petra Vogla, je bil ubit med slovensko osamosvojitveno vojno (skupaj s Norbertom Wernerjem), ko je na njuno terensko vozilo streljala oklepna enota JLA, ki je bila nameščena na letališču Brnik.